# Tramlijn 64 (NMVB)/Antwerpen
Tramlijn 64 was een tramlijn die Antwerpen via Brasschaat met Wuustwezel verbond.

## Geschiedenis
In 1879 opende de paardentram Paardenmarkt-Ouden Bareel. Op 15 juli 1887 namen de buurtspoorwegen de lijn over en niet veel later werd de lijn versmald naar kaapspoor. In Brasschaat kwam de eerste tram aan op 20 juli 1887 en drie jaar later arriveerde deze in Wuustwezel, waar een aansluiting op de tram uit Breda was. Vanaf 1891 werd de gehele lijn Antwerpen-Breda samen door de Tramways du Nord d'Anvers en de ZNSM geëxploiteerd. Vanaf 1901 nam de Antwerpsche Maatschappij voor den Dienst van Buurtspoorwegen de exploitatie van het baanvak Polygoon-Wuustwezel over. Dit duurde tot 3 september 1907 toen de lijnen ten noorden van Antwerpen onder de Les Vicinaux Anversois vielen. Vanaf 18 mei 1909 reed de elektrische tram tussen Antwerpen Klapdorp en Brasschaat als lijn B. In 1912 reed de elektrische tram P voor het eerst naar Polygoon.
Op 1 januari 1921 nam de NMVB de exploitatie zelf over en werd de lijn versmald tot meterspoor. Het baanvak Polygoon-Wuustwezel werd vanaf 2 februari 1936 door spoorauto's uitgebaat. Op 22 mei 1937 verdween de tram aan de Nederlandse kant van de grens en op 1 februari 1939 werd de tramdienst Polygoon-Wuustwezel vervangen door een bus. Dit duurde maar zes maanden, want op 8 november eiste het leger alle bussen in het kader van de mobilisatie op en keerde de spoorauto terug.
Vanaf juli 1938 was er een standplaats voor kampeerrijtuigen in Wuustwezel.
Na een korte onderbreking aan het begin van de oorlog reed de tram opnieuw, op het niet geëlektrificeerde baanvak keerde de stoomtram terug wegens brandstoftekorten. De bevrijding van Antwerpen en de slag om Merksem leidden ertoe dat de tram naar Polygoon opnieuw werd onderbroken en het duurde tot 11 november voordat tram 63 weer normaal kon rijden.
Op 23 december 1951 werd met enig vertoon de elektrische tractie ingehuldigd op het baanvak naar Wuustwezel. Vanaf die dag reed de nieuwe tram 64, tot Polygoon bleef lijn 63 rijden. Dit was de laatste elektrificatie in de provincie Antwerpen, die mogelijk werd gemaakt door het hergebruiken van de bovenleiding van de gesloten tramlijn 53. Op 1 oktober 1966 werd lijn 64 afgeschaft en werd lijn 63 ingekort tot Brasschaat Prins Kavellei. Ook lijn 63 werd op 4 mei afgeschaft en het resterende baanvak Merksem - Antwerpen verdween toen op 25 mei lijn 61 werd afgeschaft.

## Lijnaanduiding
Bij de invoering van elektrische tractie naar Brasschaat dorp en Polygoon werden er witte schijven gebruikt met zwarte opschriften: "BRASSCHAET" en "POLYGOON". Vanaf 1921 ontstond lijn P, die een wit koersbord met zwarte letters gebruikte. Vanaf 1922 werd dit koersbord groen met witte letters. Het koersbord van lijn B tot Brasschaat dorp gebruikte dezelfde kleuren. In de jaren 20 werd er ook een gerecycleerd bord van lijn P van de groep Bergen gebruikt. Dit was wit met zwarte letters en had in het midden een groene schijf met een witte letter P.
Bij de systematische vernummering van de lijnen rond Antwerpen werd het cijfer 63 toegewezen aan de lijn naar Brasschaat. De groenen koersborden met witte tekst bleven behouden. Trams die maar tot het centrum van Brasschaat reden werden doorstreept. Niet veel later verschenen de eerste lijnfilms van lijn 63 op de standaardtrams, met dezelfde kleuren als de koersborden. Vanaf 1939 werd er op de trams type Odessa gebruik gemaakt van kleurloze lijnfilms. Doorheen de jaren veranderde de tekst wel eens.
Bij de verlenging naar Wuustwezel werd het lijnnummer 64 ingevoerd. Op deze lijn werd altijd gebruik gemaakt van lijnfilms met dezelfde kleuren als lijn 63. Er bestond ook een speciale variant met een witte uitsparing vanonder en een door een driehoek omkaderde 64. Deze waren bedoeld voor een mogelijke doortrekking naar Breda, die er nooit kwam.
Van de inkorting in 1966 tot de volledige afschaffing in 1968 werd er op lijn 63 gebruikgemaakt van lijnfilms waarop het woord POLYGOON was overschilderd.

### Internet
- https://www.branchline.uk/jfpdf/belgiumvicinalrlys1.pdf

### Boeken
- KEUTGENS, E., Een eeuw mobiel met tram en bus, uitgeverij N.V. De Vlijt Antwerpen, 1986.
- BASTAENS, R., De Buurtspoorwegen In De Provincie Antwerpen, uitgegeven door VZW De Poldertram, 2009.